# Белоусов, Евгений Викторович
Евге́ний Ви́кторович (Же́ня) Белоу́сов (10 сентября 1964, Жихарь, Основянский район, Харьковская область, Украинская ССР, СССР — 2 июня 1997, Москва, Россия) — советский и российский поп-певец, гитарист, автор песен.
Наиболее известные песни в его исполнении: «Девочка моя синеглазая», «Ночное такси», «Алёшка», «Девчонка-девчоночка», «Вечерок-вечерочек», «Облако волос», «Золотые купола», «Такое короткое лето», «Дуня-Дуняша», «Вечером на лавочке», «Подожди меня», «Клён».

## Биография
Родился 10 сентября 1964 года в посёлке городского типа Жихарь Харьковской области, Украинская ССР.
Отец — Виктор Иванович Белоусов — был военным. Семья Белоусовых переехала в Курск, когда Евгению и его брату Александру было около двух месяцев. Учился в математической школе № 6, до этого — три года в школе № 44.
В десятилетнем возрасте Женю сбила машина: он ударился об асфальт, после этого всю жизнь страдал от головных болей.
Хотел быть артистом, ходил в музыкальную школу по классу баяна, играл в школьном ансамбле.
В школе хулиганил и учился плохо.
Окончил курское профессионально-техническое училище № 1 по специальности «слесарь-ремонтник».

"Женька учился в школе, а я в ПТУ, — говорит его друг Игорь Михель. — Мы уже были помешаны на музыке, но нормальных инструментов не было. Тут я узнаю, что училище закупило современную аппаратуру, которой в городе больше нигде не было. Естественно, я предложил Женьке бросить школу и пойти учиться сюда, чтобы нормально играть. За музыкальную деятельность (участвовали во всевозможных смотрах) нам прощалось многое. Первое время ещё хорошо учились, даже в олимпиадах по физике и химии участвовали. Потом поняли, что быть отличниками немодно, и учёба ушла на второй план. Конечно, много проблем из-за нас было у руководства училища. Как-то на соревнованиях между курскими ПТУ наше училище шло в лидерах, пока не пришло время выступать нам. Вместо одобренной КПСС песни затянули запрещённый тогда «Поворот» «Машины времени». Помню, Владимир Рыжков (сейчас замдиректора) выбежал на сцену и со словами: «Что ж вы делаете, паразиты?» выдернул шнур из розетки. После этого училище скатилось на последнее место. Эту шалость нам припоминали ещё года три".— 
Учился в Курском музыкальном училище по классу бас-гитары. В армии не служил (по состоянию здоровья).

### «Интеграл»
В 1984 году играл в одном из курских ресторанов, где его заметил руководитель популярного ансамбля «Интеграл» Бари Алибасов и позвал его работать бас-гитаристом и вокалистом в свой ансамбль. Женя уехал в Саратов: группа «Интеграл» базировалась в Саратовской филармонии.
С 1987 по 1997 год — сольная карьера.
В июле 1987 года появился в телепередаче «Утренняя почта» с песней Сергея Шустицкого «Дальние материки», а затем в Новогодней передаче «Шире круг» с песней Стальмакова «Звезды коснись» в составе группы «Интеграл».

### Сотрудничество с Дорохиным и Воропаевой
Нас познакомила известная в советские времена редактор передачи «Утренняя почта» Марта Могилевская. В Алуште, куда Марта приехала снимать «Почту», у них с Женей случился очень бурный роман. Мы с Мартой были приятельницами, жили недалеко друг от друга. И как-то она мне позвонила и говорит: «Есть молодой певец, который сейчас работает у Бари Алибасова в „Интеграле“, но мечтает познакомиться с вами». Однажды вечером Марта его к нам привела. Мальчик с ходу начал просить, чтобы муж что-то для него написал. Мне он не понравился, показался заносчивым, слащавым… И когда они с Мартой ушли, Дорохин меня прямо спросил: «Как тебе парень?». Ну, я честно сказала: «Никак». «А я из этого парня сделаю звезду!» — ответил мне Дорохин. Я давай отговаривать: мол, какую звезду? — мы же с Катей Семёновой работаем. Но ничего не подействовало, переубеждать его было бесполезно, Витя стоял на своём. Так мы и начали сотрудничать.— Любовь Воропаева
В 1988 году выступал сольно с песней «Алушта». 25 сентября 1988 года был снят видеоклип на песню «Девочка моя синеглазая». Клип на следующую песню («Ночное такси») был отснят, но в урезанном виде был показан лишь 8 марта в программе у Аллы Пугачёвой.. С песней «Ночное такси» выступил на финальном концерте Песни-89. 
1 января 1989 года Белоусов женился на певице Наталье Ветлицкой. Брак продлился девять дней. Впоследствии его женой стала Елена Худик, с которой он был знаком с детства; дочь Кристина родилась у Евгения и Елены Худик ещё до заключения брака с Ветлицкой.
С песней «Золотые купола» выступил на финальном концерте Песни-90.
До 1991 года продюсерами Белоусова были супруги поэтесса Любовь Воропаева и композитор Виктор Дорохин. За три года они написали лишь семь песен. Первым концертным директором был Николай Агутин, на гастроли с Женей ездил начинающий певец Леонид Агутин.

### Сотрудничество с Игорем Матвиенко
В начале 1991 года Белоусов перешёл работать к композитору Игорю Матвиенко, который стал его продюсером. Появившаяся в 1991 году композиция «Девчонка-девчоночка» повторила успех песни «Девочка моя синеглазая».
В 1992 году в Москве на Малой спортивной арене Лужников с аншлагами прошли четырнадцать сольных концертов Белоусова, в роли организатора которых выступил Юрий Айзеншпис.
В 1993 году вышел альбом «Девчонка-девчоночка» (поэт Александр Шаганов, композитор Игорь Матвиенко).
Начиная с 1994 года Белоусов занялся водочным бизнесом (вложения в Рязанский ликёро-водочный завод), его гастрольная активность и популярность стали снижаться. Однако и в бизнесе вскоре возникли проблемы — его обвинили в налоговых махинациях.
В 1996 году выпустил альбом «И опять о любви», куда вошли песни разных авторов, основным из которых стал В. Башенев. Несмотря на успех песни «Подожди меня» (муз. И. Матвиенко, сл. А. Шаганов), альбом провалился.
В феврале 1997 дал последнее большое интервью программе «Подъём с переворотом», а затем состоялось последнее телевизионное выступление в программе дог-шоу «Я и моя собака».

### Смерть
Серьёзные проблемы со здоровьем возникли в конце марта 1997 года, когда Белоусов попал в институт Склифосовского, где у него произошёл геморрагический инсульт. В конце апреля в том же институте Белоусову была проведена операция на головном мозге по поводу аневризмы головного мозга: он прожил ещё около месяца и скончался там же в ночь с 1 на 2 июня 1997 года.
Похоронен на Кунцевском кладбище в Москве.

### Семья
- Отец — Виктор Иванович Белоусов, военный (умер в мае 2006 года[6]).
- Мать — Нонна Павловна Белоусова (25 марта 1937 — 6 сентября 2014; Курск)[21].
  - Брат-близнец — Александр Викторович Белоусов (род. 10 сентября 1964), музыкант, ударник-барабанщик телевизионной лотереи Русское лото (1994—2005), участник группы «Красный рассвет», позднее барабанщик у Татьяны Овсиенко, потом стал выступать в курских ресторанах и клубах, в данный момент работает в группе «ONWARD»[5].
    - Племянник — Евгений Александрович Белоусов (род. 31 августа 2000)[22][23].

  - Сестра — Марина Викторовна Чередниченко (12 мая 1960 — 16 ноября 2024)[22][24], племянник Антон.

#### Жёны
Женя никогда не скрывал: женщины в его жизни стали играть едва ли не главную роль с 14 лет. Именно в этом возрасте он впервые познал тайну взрослой любви. Первой женщиной Белоусова стала вожатая в пионерском лагере. С тех пор красотки появлялись в его жизни регулярно. Вместе с друзьями они шутили: «Если с женщиной не был — значит, день прожит зря».— 
- Марта Могилевская[25].
- Наталья Ветлицкая — певица (род. 17 августа 1964), брак продлился 9 дней — с 1 по 10 января 1989 года[26].
- Елена Худик (Белоусова) — провизор, развелись 21 апреля 1995 года[источник не указан 2178 дней].
- Елена Савина — с 1994 года, последняя фактическая жена[источник не указан 1869 дней], выступала как певица Елена Белоусова после смерти певца[27].

#### Дети
- Дочь — Кристина Белоусова (род. в 1987) — психолог по профессии, работает переводчицей, дочь Елены Худик. Сын Кристины — Давид (родился в сентябре 2020 года)[4][28][29].
- Сын — Роман Белоусов (род. в 1992) — работал мотомехаником, автомехаником, сварщиком, главным конструктором стрелкового полигона, занимается музыкой, записывает и исполняет на своих концертах песни своего отца, имея очень схожий с ним голос, и хиты прошлых лет других исполнителей, сын клавишницы Оксаны Шидловской (работала главбухом фирмы Жени Белоусова)[28][29][30][31][32].

## Память
- 2 июня 2006 года в Курске в ПТУ № 1 (ныне проф. лицей), в котором учился Белоусов, открылся музей, посвящённый его творческой деятельности и жизни[33].
- В 2006 году Первый канал выпустил фильм «Короткое лето Жени Белоусова», повествующий о жизни, творчестве и причинах ухода певца из жизни[34].
- Жизни и творчеству Е. Белоусова была посвящена одна из программ «Сегодня вечером» Первого канала (эфир 24 июня 2017 г.)[22].
- «Жизнь и смерть Жени Белоусова». Фильм Вадима Такменёва (НТВ).
- Жизни и творчеству Е. Белоусова была посвящена одна из программ «Привет, Андрей!» телеканала «Россия-1» (эфир 16 февраля 2019 года)[35].

## Дискография
- 1989 — «Девочка моя синеглазая» — альбом-компиляция, совместно с другими исполнителями[36].
- 1990 — «Ночное такси (переиздан в 1994 году на CD)».
- 1993 — «Девчонка-девчоночка».
- 1994 — «Женя Белоусов'93» (MC «Продюсерского центра Игоря Матвиенко»)
- 1994 — «Девчонка-девчоночка. Лучшие песни» (сборник).
- 1995 — «Золотые купола» (сборник).
- 1996 — «И опять о любви».
- 2000 — «Лучшие песни. Девочка моя синеглазая» (сборник).
- 2003 — «Прощай» (сборник).

## Фильмы о Белоусове
- 1990 — «Наш человек в Сан-Ремо».
- 2006 — «Короткое лето Жени Белоусова» (Первый канал).
- 2008 — «Тайные знаки. Женя Белоусов. Нет права взрослеть» (ТВ-3, «Студия 4»).
- 2009 — «Суперстар представляет — Женя Белоусов. Возвращение звёздного мальчика» (НТВ).
- 2012 — «Женя Белоусов. Всё на свете за любовь» ( Россия-1 ,ООО «Лидер ТВ») .
- 2012 — «Воин.com».
- 2015 — «Женя Белоусов. Он не любит тебя нисколечко…» (Первый канал).
- 2019 — «Прощание. Евгений Белоусов» (ТВ Центр).